# Craterul Logancha

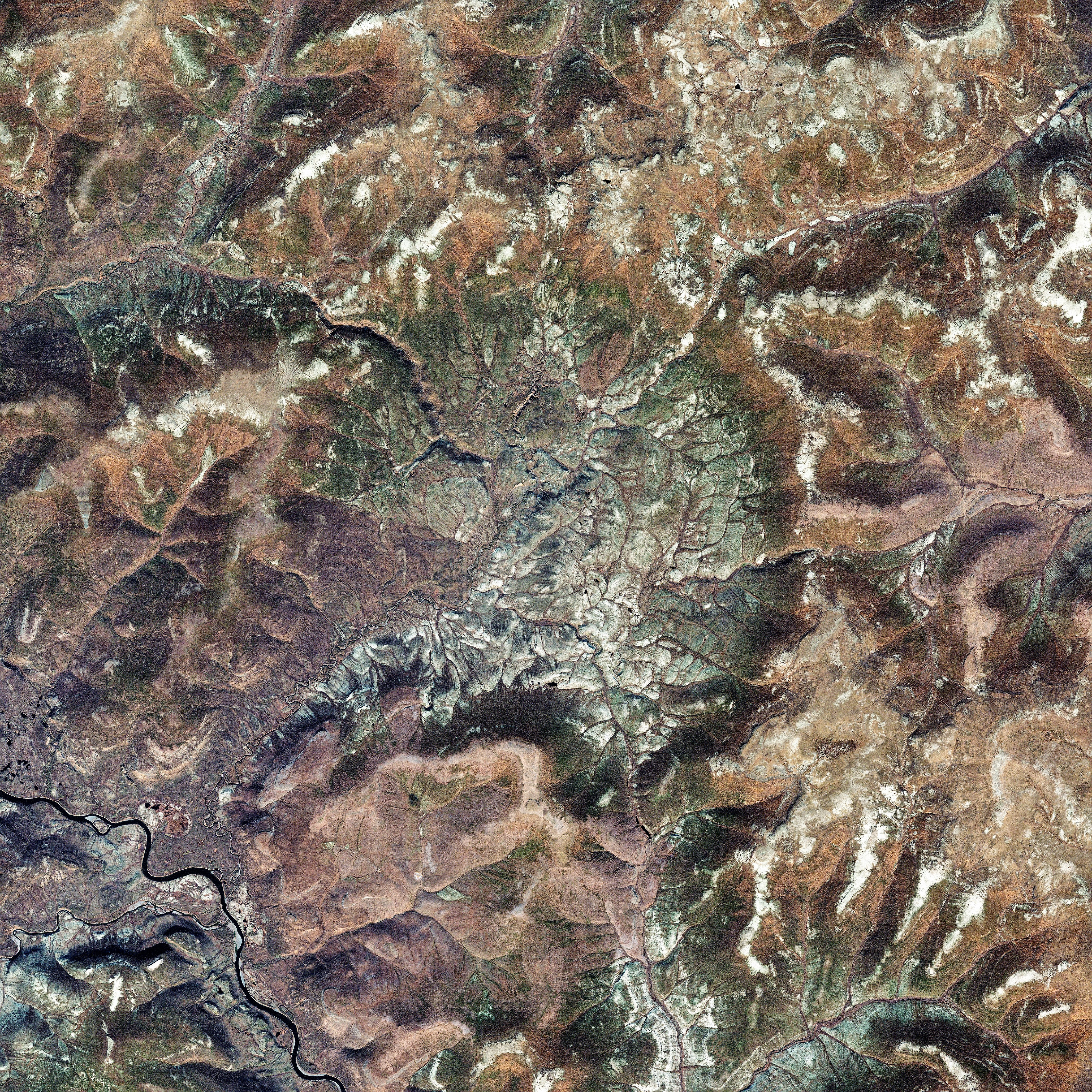
Craterul Logancha

Craterul Logancha este un crater de impact meteoritic în Siberia, Rusia.

## Date generale
Acesta este de 20 km în diametru și are vârsta estimată la 40 ± 20 de milioane de ani (cel mai probabil Eocen). Craterul nu este expus la suprafață.